# Tschegem Wtoroi
Tschegem Wtoroi (russisch Чеге́м Второ́й, oft auch Tschegem 2-j, Чегем 2-й oder Tschegem-2, Чегем-2; kabardinisch Шэджэм ЕтӀуанэ) ist ein Dorf (selo) in der Republik Kabardino-Balkarien in Russland mit 10.769 Einwohnern (Stand 14. Oktober 2010).

## Geographie
Der Ort liegt am Nordrand des Großen Kaukasus gut 10 km Luftlinie nördlich der Republikhauptstadt Naltschik, am linken Ufer des Flusses Tschegem.
Tschegem Wtoroi gehört zum Rajon Tschegemski und schließt unmittelbar nördlich, jenseits des Flusses an dessen Verwaltungszentrum Tschegem an. Das Dorf ist Sitz und einzige Ortschaft der Landgemeinde (selskoje posselenije) Tschegem Wtoroi.

## Geschichte
Das Dorf wurde gegen Ende des 18. Jahrhunderts einem kabardinischen (tscherkessischen) Fürsten mit dem (russifizierten) Namen Kundetow gegründet und folglich als Kundetowo bezeichnet. Der 1822 am gegenüberliegenden Flussufer entstandene Aul, die heutige Stadt Tschegem, trug zunächst den gleichen Namen. Nach der Oktoberrevolution wurde diese Bezeichnung 1920 als Ableitung vom Namen einer Adelsfamilie durch den Namen des Flusses ersetzt, nun entgegen der Reihenfolge der Gründung unterschieden in Tschegem Perwy, „Erstes Tschegem“ und Tschegem Wtoroi, „Zweites Tschegem“.
Während Tschegem Perwy, seit 1944 Verwaltungssitz des 1935 geschaffenen Tschegemski rajon, in den 1960er-Jahren Tschegem Wtoroi nach Einwohnerzahl überholte, 1972 Siedlung städtischen Typs und 2000 ohne den Namenszusatz Perwy Stadt wurde, behielt Tschegem Wtoroi bis heute den Dorfstatus.

### Bevölkerungsentwicklung
| Jahr | Einwohner |
| ---- | --------- |
| 1959 | 5.303     |
| 1970 | 6.419     |
| 1979 | 6.502     |
| 2002 | 10.632    |
| 2010 | 10.769    |

Anmerkung: Volkszählungsdaten

## Verkehr
Am westlichen Rand des Dorfes führt die alte Trasse der föderalen Fernstraße R217 Kawkas (ehemals M29) vorbei, die dort seit den 1970er-Jahren zur mehrspurigen Schnellstraße ausgebaut Naltschik über Tschegem mit dem nördlich gelegenen Baksan verbindet. In westlicher Richtung zweigt eine den Tschegem aufwärts über Letschinkai und Nischni Tschegem nach Werchni Tschegem führende Regionalstraße ab. Die neue Trasse der R217, zwischen 1999 und 2011 als Autobahn eröffnet, umgeht Tschegem Wtoroi zusammen mit den Städten Naltschik und Tschegem weiträumig nördlich.
Die nächstgelegene Bahnstation befindet sich in Naltschik.

## Persönlichkeiten
- Barasbi Mulajew (1930–2011), Schauspieler, in Tschegem Wtoroi geboren